# Puig de Sant Ramon
Puig de Sant Ramon es una localidad española del municipio de Forallac, perteneciente a la provincia de Gerona, en la comunidad autónoma de Cataluña. En 2023, la entidad singular de población tenía empadronados 529 habitantes y el núcleo de población, también 529.